# Moumoulous
Moumoulous är en kommun i departementet Hautes-Pyrénées i regionen Occitanien i sydvästra Frankrike. Kommunen ligger i kantonen Rabastens-de-Bigorre som tillhör arrondissementet Tarbes. År 2022 hade Moumoulous 44 invånare.

## Befolkningsutveckling
Antalet invånare i kommunen Moumoulous
| Referens: INSEE |